# Matthew Olosunde
Matthew Olawale Olosunde (Philadelphia, Pensilvania, Estados Unidos, 7 de marzo de 1998) es un futbolista estadounidense, juega como defensa y su equipo es el The New Saints F. C. de la Cymru Premier de Gales.

## Trayectoria

### New York Red Bulls
Olosunde comenzó su carrera en el New York Red Bulls Academy como extremo, y representó a los equipos de la academia Sub-16 y Sub-18.
El 16 de agosto de 2014, jugó 71 minutos para el New York Red Bulls Reserves en una victoria 1-0 sobre los Wilmington Hammerheads en la United Soccer League.
Habiéndose comprometido verbalmente a jugar fútbol universitario en la Universidad de Duke, Olosunde dejó a los Red Bulls después de la Copa Mundial Sub-17 de la FIFA 2015 para mejorar su educación.

### Manchester United
En enero de 2016, se anunció que Olosunde se uniría al Manchester United, club de la Premier League. Se informó que el club le había ofrecido cursos en línea de la Universidad de Oxford para persuadirlo a unirse. Recibió autorización internacional y oficialmente se unió al equipo el 11 de marzo.
Inicialmente se unió a la plantilla Sub-18 y fue ascendido al equipo Sub-23 antes de la temporada 2016-17. Hizo 18 apariciones en su campaña inaugural de la Premier League 2.
En abril de 2017, Olosunde fue nominado para el premio al gol del mes del club por su anotación contra el Real Salt Lake en la Dallas Cup.
Al mes siguiente, viajó con el primer equipo a los juegos contra el Arsenal y el Tottenham Hotspur por la Premier League.

## Selección nacional

### Juveniles
Olosunde ha jugado para los Estados Unidos en varios niveles juveniles. Para la selección sub-17 de los Estados Unidos, jugó 22 partidos y formó parte de la lista de 21 jugadores que representó a Estados Unidos en la Copa Mundial Sub-17 de la FIFA 2015 en Chile. Él solo apareció en el primer partido del equipo contra Nigeria. Debido a su herencia, también es elegible para representar a Nigeria a nivel internacional.

#### Participaciones en juveniles
| Competición                           | Sede  | Resultado      | Partidos | Goles |
| ------------------------------------- | ----- | -------------- | -------- | ----- |
| Copa Mundial de Fútbol Sub-17 de 2015 | Chile | Fase de grupos | 1        | 0     |

## Estadísticas

### Selecciones
Actualizado al día 29 de mayo de 2018.
| Selección               | Temporada     | Continental | Continental | Mundial | Mundial | Amistosos | Amistosos | Total | Total |
| Selección               | Temporada     | Part.       | Goles       | Part.   | Goles   | Part.     | Goles     | Part. | Goles |
| ----------------------- | ------------- | ----------- | ----------- | ------- | ------- | --------- | --------- | ----- | ----- |
| Sub-15 Estados Unidos   | 2012-14       | -           | -           | -       | -       | 3         | 0         | 3     | 0     |
| Sub-15 Estados Unidos   | Total sel.    | -           | -           | -       | -       | 3         | 0         | 3     | 0     |
| Sub-16 Estados Unidos   | 2014-15       | -           | -           | -       | -       | 1         | 0         | 1     | 0     |
| Sub-16 Estados Unidos   | Total sel.    | -           | -           | -       | -       | 1         | 0         | 1     | 0     |
| Sub-17 Estados Unidos   | 2015-16       | -           | -           | 1       | 0       | 3         | 0         | 4     | 0     |
| Sub-17 Estados Unidos   | Total sel.    | -           | -           | 1       | 0       | 3         | 0         | 4     | 0     |
| Absoluta Estados Unidos | 2017-18       | -           | -           | -       | -       | 1         | 0         | 1     | 0     |
| Absoluta Estados Unidos | Total sel.    | -           | -           | -       | -       | 1         | 0         | 1     | 0     |
| Total carrera           | Total carrera | -           | -           | 1       | 0       | 8         | 0         | 9     | 0     |